# 纳道什德
纳道什德，是匈牙利沃什州所辖的一个村，总面积35.60平方公里，总人口1317，人口密度37.0人/平方公里（2010年1月1日）。